# NGC 3408
NGC 3408 est une galaxie spirale relativement éloignée et située dans la constellation de la Grande Ourse. NGC 3408 a été découverte par l'astronome germano-britannique William Herschel en 1793.

## Caractéristiques
Sa vitesse par rapport au fond diffus cosmologique est de 9 622 ± 11 km/s, ce qui correspond à une distance de Hubble de 141,9 ± 9,9 Mpc (∼463 millions d'al).
La classe de luminosité de NGC 3408 est III. Selon la base de données Simbad, NGC 3408 est une radiogalaxie.